# اشر کدی
اَشِـر کدی (انگلیسی: Asher Keddie؛ زادهٔ ۳۱ ژوئیهٔ ۱۹۷۴) بازیگر اهل استرالیا است.
از فیلم‌ها یا مجموعه‌های تلویزیونی که وی در آن‌ها نقش داشته است می‌توان به خاستگاه مردان ایکس: ولورین، سافاری در حال چرخش و قوچ‌ها اشاره نمود.
او هفت مرتبه برندهٔ جایزه لوگی شده است که یکی از آنها، لوگی زرین بوده است.